# Lundholmska huset

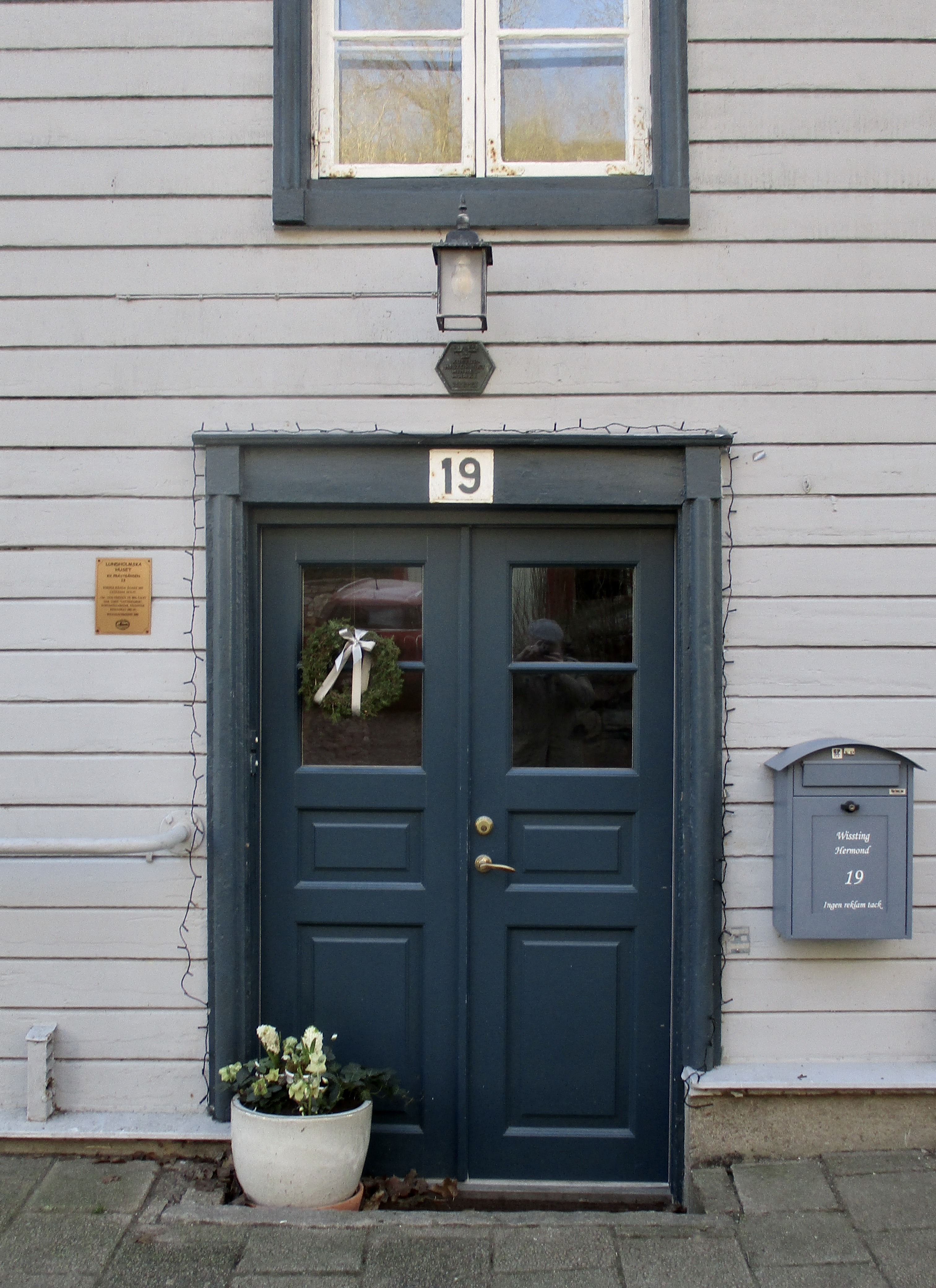
Porten till Lundholmska huset i Kungälv.

Lundholmska huset är ett byggnadsminnesmärkt tvåvåningshus i trä beläget på Västra gatan 19 i Kungälv. Det har gråvita fasader med vita knutar och inrymmer i dag två lägenheter. Huset är byggnadsminne sedan 30 mars 1981.

## Historik
Huset byggdes under 1600-talets andra hälft – troligtvis som tillbyggnad till granntomtens gästgiveri – påbyggdes med en övervåning på sena 1700-talet och breddades vid början av 1800-talet. Ursprungligen tillhörde huset bryggare Lundholm men kom under åren att inrymma flera olika affärsrörelser såsom en matvarubutik, en smidesrörelse och en pälsvaruaffär. Under första världskriget ägdes det av Göteborgs Kex och hyrdes ut till fabrikens anställda.